# Astrocaryum sociale
Espèce
Astrocaryum sociale est une espèce de palmiers à feuilles pennées.